# Halowe Mistrzostwa Europy w Lekkoatletyce 1985 – skok w dal kobiet
Skok w dal kobiet – jedna z konkurencji technicznych rozgrywanych podczas halowych lekkoatletycznych mistrzostw Europy w hali Stadion Pokoju i Przyjaźni w Pireusie. Rozegrano od razu finał 2 marca 1985. Zwyciężyła reprezentantka Związku Radzieckiego Galina Czistiakowa. Tytułu zdobytego na poprzednich mistrzostwach nie broniła Susan Hearnshaw z Wielkiej Brytanii.

## Rezultaty

### Finał
Wystąpiło 17 skoczkiń.

Opracowano na podstawie materiału źródłowego.
| Miejsce | Zawodniczka          | Wynik | Uwagi |
| ------- | -------------------- | ----- | ----- |
| 1       | Galina Czistiakowa   | 7,02  | CR    |
| 2       | Eva Murková          | 6,99  | NR    |
| 3       | Heike Drechsler      | 6,97  |       |
| 4       | Helga Radtke         | 6,89  |       |
| 5       | Jasmin Feige         | 6,58  |       |
| 6       | Vali Ionescu         | 6,49  |       |
| 7       | Géraldine Bonnin     | 6,39  |       |
| 8       | Sofija Bożanowa      | 6,35  |       |
| 9       | Zsuzsa Vanyek        | 6,28  |       |
| 10      | Antonella Capriotti  | 6,23  |       |
| 11      | Sabine Seitl         | 6,15  |       |
| 12      | Marula Lambru-Teloni | 6,11  |       |
| 13      | Gabriella Pizzolato  | 6,07  |       |
| 14      | Anna Buballa         | 6,07  |       |
| 15      | Lena Wallin          | 6,00  |       |
| 16      | Susanne Nilsson      | 5,89  |       |
| 17      | Nadine Fourcade      | 5,74  |       |